# 佐藤孝尚
佐藤 孝尚（さとう たかなお、1933年1月19日 - ）は、水球選手。1956年に、慶應義塾大学法学部政治学科を卒業した。1960年ローマオリンピック日本代表にも選ばれたが、予選敗退となった。1964年の東京オリンピックのときは、強化コーチを務め、民放テレビの解説者もした。
ほかに、全日本高校選手権、全日本選手権、アジア大会、ユニバーシアードにも出場し、数々の大会でチーム主将を務めた。1986年からは、トライアスロン競技にも参加し、63歳になるまで大会参加を続けた。

## 経歴

### 日本国内
- 全日本高校選手権　　　　　　　　　　　　
  - 1949年（昭和24年）優勝　　　　　
  - 1950年優勝　　　
  - 1951年準優勝
- 全日本選手権
  - 1952年優勝
  - 1953年優勝
  - 1954年準優勝
  - 1955年準優勝

- 1955年　慶応義塾内対抗

　　アイスホッケー優勝
　『ジェットシューターズ』
- 1955年　慶応義塾内運動会

　　やり投げ優勝
- 1997年8月7日オープンウオーター日本初大会　熱海大会　3200m

```
      62歳より15年間　連続出場　2009年最優秀賞授賞
```

- 1999年度北区体育協会　スポーツ賞授賞

```
       都民生涯スポーツ水泳大会　100m自由形優勝　50mバタフライ優勝
```

- 2001年　2002年、スイマーズ、オブ、ザ、イヤー60歳～69歳、最優秀選手賞

- 2001年　マスターズスイミング大会計280歳メドレリレー日本新記録

　　　　　世界新記録に1秒及ばず

### 国際試合
- 1954年、第2回アジア大会（フイリピン、マニラ）準優勝
- 1957年、第2回ユニバーシアード（フランス、パリ）4位、日本選手団の旗手を勤める
- 1958年、第3回アジア大会（東京）優勝、チーム主将、戦前戦後を通じ、日本の国際試合初めての優勝である。
- 1960年、ローマオリンピック（イタリア、ローマ）チーム主将
- 1964年、東京オリンピック、強化コーチ、民放テレビ解説者
- 1966年、韓国水泳連盟に水球指導者として招聘される。
- 1992年パンパシフィク水球マスターズ世界大会、グアム島40歳以上チーム、優勝、団長兼選手
- 2008年、FINA WORLD MASTERS TOP 10 - SHORT COURSE METERS 200

```
　　　　 MEN 70-74クラスで世界トップ7に。
        
http://www.fina.org/project/docs/masters/tabs_SC_07.pdf
```

- 2009年 FINA WORLD MASTERS TOP 10 - SHORT COURSE METERS 2008

```
        MEN 75-79クラスで世界トップ3に。
         
http://www.fina.org/project/docs/masters/TT_SC_08.pdf
```

- 2010年 オープンウォーター　静岡シリーズ

　　　　（南伊豆・熱海・三保の松原・伊東の4大会）
　　　　 70歳以上部門　MVP受賞
　　　　

### 監督
- 慶應義塾高校3年
- 慶應義塾大学水球監督6年
- 慶應義塾大学水泳部総監督6年

### トライアスロン
- 仙台大会5回出場
- 北海道大会2回出場
- 小豆島大会2回出場
- 琵琶湖大会1回出場
- 1990年、オーストラリア、ゴールドコースト55歳以上の部、2位
- 1991年、サイパン55歳以上の部、優勝

### そのほか
- 1979年 ラグビーチーム　『ガマ クラブ』副会長
- 1996年 慶應スイミング・スクール理事長 就任
- 1996年 プール歩き指導者代表　就任
- 1997年 神奈川国体、県水球委員長、6位入賞
- 1997年 ビックスイム　顧問
- 1997年より　年3回、3200mウオーター、スイムレースに出場。
- 2010年 北区水泳連盟　顧問
- 2011年　一般社団法人全国OWS連盟（National Open Water Swimming Federation）

　　　　　会長就任（http://n-ows.jp/）